# Joe Biden
Joseph Robinette „Joe” Biden Jr. (Scranton, Pennsylvania, 20. studenoga 1942.) američki je političar i pravnik. Služio je kao 46. predsjednik Sjedinjenih Država od 2021. do 2025. godine. Također, služio je kao 47. potpredsjednik SAD-a od 2009. do 2017. pod predsjednikom Barackom Obamom. Bio je senator iz savezne države Delaware od 1973. do 2009. godine. Član je Demokratske stranke.

## Životopis

### Djetinjstvo, obrazovanje i mladost
Rođen je 20. studenoga 1942. kao Joseph Robinette Biden, mlađi u gradu Scrantonu, na sjeveroistoku Pennsylvanije, kao prvo od četvoro djece. Njegov otac Joseph Biden, stariji radio je kao prodavač rabljenih automobila i popravljao je štednjake. Njegova majka zvala se Catherine Eugenia "Jean" Finnegan. 
Godine 1953. Bidenova obitelj seli se iz Pennsylvanije u Claymont, Delaware, gdje je uspješno je diplomirao na Archmere Academy. Radio je kao čistač školskih prozora kako bi mogao platiti školarinu.
Biden se upisuje na Sveučilište u Delawareu, gdje je studirao povijest i političke znanosti. Međutim, tijekom prve dvije godine, kako sam priznaje, više je bio zainteresiran za američki nogomet. Naglo se zainteresirao za politiku, a naročito nakon inauguracije predsjednika John F. Kennedy 1961. Na školskom raspustu na Bahamima Biden upoznaje svoju prvu buduċu suprugu Neiliu Hunter, koja je studirala na Syracuse University. Ona ga ohrabruje da se ozbiljno posveti studiranju što je on i učinio. Nakon što je diplomirao na University of Delaware 1965. godine, upisao je pravo na Syracuse University Law School. Biden postaje jedan od najboljih studenata prava svoje generacije. Sljedeće godine Biden i Neilia se vjenčaju.
Godine 1968. diplomirao je pravo na Syracuse Law School i ubrzo se seli u Wilmington, Delaware, da bi započeo karijeru u jednoj privatnoj tvrtki. Također je postao aktivan član Demokratske stranke i 1970. dobiva prvu službu u regionalnom vijeću u New Castleu. Dok je bio na poziciji vijećnika, Biden je osnovao vlastitu pravničku tvrtku. Tijekom tog razdoblja postao je otac troje djece.

### Obiteljska tragedija
Samo nekoliko tjedana nakon izbora Bidena je zadesila obiteljska tragedija kada su njegova supruga Neilia i jednogodišnja kċi Naomi poginule u teškoj prometnoj nesreċi. U nesreći su i njihovi sinovi bili teško ozlijeđeni.
Dana 31. svibnja 2015. njegov je najstariji sin Beau Biden preminuo od posljedica tumora na mozgu.

### Politička karijera
Član je Demokratske stranke. Profesor je prava na više američkih sveučilišta i od 1973. senator države Delaware. Dana 23. kolovoza 2008. objavljeno je da ga je Barack Obama, kandidat Demokratske stranke za predsjednika SAD na izborima 2008., izabrao za svog kandidata na položaju potpredsjednika. Nakon Obamine pobjede na izborima Biden je u siječnju 2009. (kad je Obama stupio na dužnost) postao 47. potpredsjednik SAD-a. Dužnost potpredsjednika prestao je obnašati 20. siječnja 2017. Na položaju potpredsjednika naslijedio ga je Mike Pence.

#### Rana politička karijera
Godine 1972. Demokratska stranka države Delaware ohrabruje ga da sa samo 29 godina bude protukandidat popularnom republikancu J. Calebu Boggsu za američki Senat. Iako su mnogi sumnjali u Bidena, njegova je kampanja, pod vodstvom njegove obitelji, bila uspješna. Biden je pobijedio na izborima i postao peti najmlađi izabrani senator u povijesti SAD-a.

#### Predsjednički izbori 2020.
Bio je protukandidat predsjednika Donalda Trumpa u izborima 2020. Izabran je za 46. predsjednika SAD-a. Uz njega je izabrana i Kamala Harris, prva žena na položaju potpredsjednika SAD-a.

## Vanjska politika

#### Politika prema jugoistočnoj Europi
Biden je u SAD-u bio jedan od najglasnijih zagovornika američkih vojnih operacija u ratovima uslijed raspada Jugoslavije, osobito protiv srpskih vojnih snaga. Zagovarao je uklanjanje embarga na oružje te znatniju ispomoć bosanskim i hrvatskim oružanim snagama, kao i bombardiranje Beograda kao glavnoga grada Srbije. Njegov poznati govor iz 1993. bio je:
Predlagao sam bombardiranje Beograda. Predlagao sam da američke pilote pošaljemo kako bi srušili sve mostove na Drini. Predlagao sam da se uništi njegovu opskrbu naftom. Predlagao sam vrlo specifične poteze.
Godine 1998. Biden je bio jednim od pet senatora koji su se protivili povlačenju američke vojske iz Bosne i Hercegovine te je nastavio zagovarati »kažnjavanje« Slobodana Miloševića zbog njegove uloge u započinjanju rata.
Biden je 25. studenog 2015. godine posjetio Zagreb i prisustvovao sastanku na vrhu pod nazivom Predsjednički proces Brdo – Brijuni 2015.

## Nagrade
Dana 15. svibnja 2016. Biden je s Johnom Boehnerom primio medalju Laetare sa Sveučilišta Notre Dame, koja se smatra najvišim priznanjem za američke katolike.
Pred sam kraj mandata, 12. siječnja 2017., predsjednik Sjedinjenih Američkih Država Barack Obama Bidenu je dodijelio najviši američki civilni orden SAD-a: Predsjedničko odličje slobode. Dobio je poseban orden "with distinction", koji su prije njega samo dobili papa Ivan Pavao II, Ronald Wilson Reagan i Colin Luther Powell.

## Vanjske poveznice
|  | Zajednički poslužitelj ima stranicu o temi Joe Biden |